# Alexandra Masson
Pour les articles homonymes, voir Masson.
Alexandra Masson, née le 2 juillet 1971 à Nice (Alpes-Maritimes), est une femme politique française.
Aujourd'hui membre du Rassemblement national après des années militantes au sein de l'UMP entre 2002 et 2015, elle est élue députée dans la 4e circonscription des Alpes-Maritimes lors des élections législatives de 2022 et 2024.

## Biographie
Fille d'Hélène Masson-Maret, elle est divorcée d'Olivier Bettati.
Inscrite au barreau de Nice, elle est avocate spécialisée en droit immobilier. Elle démarre son engagement politique en 1989 chez Les Jeunes du RPR, puis à l'UMP jusqu'en 2015. Elle est présente sur la liste RPR-UDF des élections municipales de Nice de 1995.
Alexandra Masson-Bettati est tête de liste Rassemblement national dans les Alpes-Maritimes pour les élections régionales de 2021, date à laquelle elle intègre en tant qu'élue le Bureau national du Rassemblement national et en devient porte-parole. 
Candidate sous la bannière du Rassemblement national dans la quatrième circonscription des Alpes-Maritimes aux élections législatives de 2022, elle est élue députée à l'Assemblée nationale face à Alexandra Valetta-Ardisson, députée sortante, après avoir recueilli 56,20 % des voix au second tour.
Alors membre de la commission du Développement durable et de l'Aménagement du territoire de 2022 à 2024, elle fonde le Cercle Mer Méditerranée en 2023.
Après la dissolution de l'Assemblée nationale en 2024, elle est réélue pour la XVIIe législature au premier tour avec 56,27 % des voix. Dès lors, elle intègre la commission des Affaires étrangères de l'Assemblée nationale et en devient référente pour son groupe parlementaire.
En septembre 2024, elle est nommée déléguée départementale de la fédération Rassemblement national des Alpes maritimes, succédant ainsi à Lionel Tivoli.
Depuis janvier 2025, elle préside le groupe d'amitié France-Italie à l'Assemblée nationale.